# Хунимунд
Хунимунд (лат. Hunimundus; вторая половина V века) — король придунайских свевов (вторая половина V века).

## Биография
Основным нарративным источником о Хунимунде является труд готского историка середины VI века Иордана «О происхождении и деяниях гетов».
О происхождении Хунимунда никаких достоверных сведений в источниках не сохранилось. На основании ономастических данных предполагается, что он мог быть связан родственными узами как с правителями гуннов, так и с правителями готов. Возможно, будучи родичем Аттилы, Хунимунд от этого царя получил власть над подчинёнными гуннам придунайскими свевами.
Владения Хунимунда находились к северу от контролировавшегося византийцами Норика. Из своих земель придунайские свевы совершали походы в близлежащие земли. В середине 460-х годов зона набегов свевов расширилась: их нападению подверглась византийская Далмация. По дороге туда, проходя через Паннонию, свевы захватили принадлежавший остготам скот. На обратном же пути войско свевов попало в засаду, устроенную около озера Пелсо братом правителя остготов Теодемиром. Вероятно, в этом случае остготы действовали на положении имперских федератов. Потерпевший поражение Хунимунд был вынужден признать над собой власть остготов, которая вскоре было заменено более мягкой формой подчинения: король Валамир «усыновил» Хунимунда, сделав его своим «сыном по оружию».
Хунимунд, не желая мириться с зависимостью от остготов, заключил союз с подвластными королю Валамиру скирами. По свидетельству Иордана и Иоанна Антиохийского, в 469 году те восстали против остготов и в сражении убили Валамира. В ответ новый правитель остготов Теодемир совершил поход в земли скиров и почти полностью уничтожил этот народ.
Устрашённый разгромом скиров, Хунимунд заключил союз с соседними народами, также опасавшимися возраставшей силы остготов. В коалицию, кроме свевов Хунимунда, вошли также свевы, которыми правил Аларих, сарматы (или языги) королей Бабая и Бевки, остатки скиров во главе с Эдикой и его сыном Гунульфом, руги короля Флаккифея, гепиды и другие племена. Поддержку врагам остготов намеревался оказать и император Византии Лев I Макелла.
Выступив в поход против остготов, войско союзников расположилось лагерем на берегу реки Болия. Чаще всего её отождествляют с рекой Ипель, но ряд историков высказывают сомнения в правильности такой идентификации. Здесь враги остготов неожиданно для себя были атакованы войском короля Теодемира и его брата Видимира I. В последовавшем кровопролитном сражении полную победу одержали остготы. Преследование бежавших с поля боя продолжалось на расстоянии десяти миль. Множество воинов погибло (вероятно, среди них был и король скиров Эдика). Двигавшийся к месту сражения византийский военачальник Аспар, узнав о разгроме своих союзников, возвратился с войском обратно на земли империи.
Следующей зимой король Теодемир совершил новый поход против Хунимунда, разбил его в бою и подчинил своей власти бо́льшую часть свевов. Хунимунд с некоторыми из своих людей бежал в отдалённые от владений остготов земли. Предполагается, что он нашёл приют у своих союзников алеманнов. В написанном Евгиппием житии святого Северина сообщается о нападении на город Батавис в Реции алеманнского войска, предводительствуемого тёзкой короля свевов. По одним данным, нападение произошло вскоре после 472 года, по другим — вскоре после 476 года. Это свидетельство считается последним известием источников о Хунимунде.